# Special Allied Airborne Reconnaissance Force
Special Allied Airborne Reconnaissance Force (kratica SAARF) je bila mednarodna vojaška enota, ki je delovala v Evropi proti koncu druge svetovne vojne.
Enoto je sestavljalo 360 pripadnikov iz petih zavezniških držav, katerih naloga je bila vtihotapljenje v bližino koncentracijskega taborišča z namenom navezati stika s vojnimi ujetniki oz. interniranci, pridobiti obveščevalne podatke in preprečiti morebitne probleme pri osvoboditvi.

## Poveljstvo
Poveljnik
- Brigadir John Sebastian Nichols

Namestnik poveljnika
- Polkovnik Julian Erskine Raymond